# Либерт, Урсула
Урсула Либерт (нем. Ursula Liebert, ур. Хёрольт (нем. Höroldt), была замужем как Альтрихтер (нем. Altrichter); 13 июля 1933 — 2 июля 1998) — немецкая шахматистка.

## Биография
Окончила математический факультет Галле-Виттенбергского университета. С начала 1950-х до конца 1960-х годов была одной из ведущих шахматисток Германской Демократической Республики (ГДР). Член шахматного клуба «USV Halle» (Галле).
В 1953 году заняла 3-е место в объединенном чемпионате Германии по шахматам среди женщин. В 1954 году в Бад-Зарове первый раз стала победительницей чемпионата ГДР по шахматам среди женщин. В последующие годы в этом первенстве неоднократно занимала призовые места: 3-е место в 1956 году, 2-е место в 1958 году, 3-е место в 1961 году. В 1967 году в Кольдице на чемпионате ГДР по шахматам среди женщин разделила первое место с Вальтрауд Новаррой. Дополнительный матч между соперницами не выявил победительницу — 2:2, и обе шахматистки получили звание чемпионки.
Представляла сборную ГДР на шахматной олимпиаде в 1957 году и в командном зачете завоевала бронзовую медаль.
В конце жизни успешно выступала на шахматных турнирах среди сеньоров. В 1991 году завоевала звание вице-чемпионки на чемпионате Германии по шахматам среди женщин старше 50 лет.

## Личная жизнь
Была замужем за немецким международным мастером по шахматам Хайнцом Либертом.